# 变形计
《变形计》，是中国大陆湖南卫视打造的一档生活类角色互换真人秀节目。节目電視版于2006年首播，於2015年結束。由于广电总局新规政策，2017年轉型成網絡綜藝在芒果TV播出。成功借鉴了英、美真人秀《交换配偶》、《交换妻子》等节目创意，并经过本土化的改造。节目结合当下中国的社会热点，安排两位经历与成长环境截然不同的主人公进行人生互换体验，双方在七天之中互换角色，体验对方的生活。《变形计》在2006年曾获《新周刊》颁发的“2006年中国电视节目榜•年度节目创意奖”。节目電視版一共播出了十二季。另外，在2013年，该节目导演谢涤葵的制作团队成功打造了另一档生活类真人秀节目《爸爸去哪儿》。

## 季度列表
- 变形计 (第一季) (2006)
- 变形计 (第二季) (2007)
- 变形计 (第三季) (2007)
- 变形计 (第四季) (2008)
- 变形计 (第五季) (2012)
- 变形计 (第六季) (2012)
- 变形计 (第七季) (2014)
- 变形计 (第八季) (2014)
- 变形计 (第九季) (2014)
- 变形计 (第十季) (2014)
- 变形计 (第十一季)(2015)
- 变形计 (第十二季)(2015)
- 变形计 (第十三季)(2017)
- 变形计 (第十四季)(2017)
- 变形计 (第十五季)(2018)
- 变形计 (第十六季)(2019)
- 变形计 (第十七季)(2019)
- 变形计 (第十八季)(2019)
- 变形计—夏日少年派 (第十九季)(2019)

## 节目名称
节目名称并非卡夫卡的代表作《变形记》，而是「计划」的「计」。节目组解释称，之所以用「计」，是因为「更愿意把这次变形看做是一个契机、一次机会，希望节目能具有功能性。希望在这个不同阶层、不同群体越来越相对独立的社会，给观众提供一个看到不同层面人的沟通、看到另外一种生活的窗口。更重要的是给参加的人，不只是孩子，还包括孩子家长一个机会。」

## 节目创意
节目每一期选择两组家庭出身、成长环境截然不同的青少年进行身份互换，并24小时跟拍他们每一天的生活点滴。成长环境比較差的青少年多數是留守在家的少數民族孩子們。反之：因為成长环境比較良好的青少年多有欺凌、暴力、酗酒、反社會行為等問題，製作單位多數需要勸架。當中也有神秘藝人為兩位錄製鼓勵影片。但在第一季早期的節目中，更有時候是自己家庭中，嚴重鬧翻的父母跟子女身份的對換。而從第五季後，變形計劃歷時30天。

## 播放频道
首播频道：湖南卫视（2006-2015、2019）、芒果TV（2017年起）

其他频道：中央电视台财经频道（CCTV-2）（仅2013年暑期）、金鹰纪实（2007年至今，现《青春中国》栏目不定期安排重温）、先锋纪录（2008-2014，该频道2014年8月改为茶频道）

## 质疑
- 2014年1月7日，天使支教发布文章《变形计请放过农村孩子！》[3],文中列举节目组不懂得对当事人的尊重和保护、摄制团队法律意识淡薄和节目价值观导向扭曲的问题。
- 2014年2月9日，微博用户陈词小同学发表长篇博文《我所知道的变形计第七季》[4]和《我所知道的变形计第七季（续）》[5]，文中指出变形计节目组存在不尊重孩子、干扰教学、播出情节与事实不符和刻意制造设计情节和争端以博取眼球等问题。
- 2015年7月27日，公众号GQ实验室发表文案《真人秀剧本、未必真实的节目和魔幻现实》[6]指出变形计存在刻意制造设计情节和争端的问题。文章作者回访了3位参加过节目孩子：施宁杰、王红林和廖洪毅。回访中发现参加过节目孩子没有节目所宣传的那样大的改变，进而质疑节目的目的。文章亦指出，节目使参与节目的小孩站在舆论浪尖，家境优渥的小孩把这看作成名的机会，对比之下，家境贫寒的小孩并不懂得经营热度，且受到了众人的非议。

## 获奖

### 年度奖
1. 2007年 年度公益节目 （获奖）
2. 2007年 中国电视创意大奖 （获奖）

### 电视奖
1. 2007年11月 新加坡亚洲电视节最佳真实电视节目奖（获奖）

## 内幕
在2014年第八季中登場，與同伴到了農村生活，因為不適應而說出“我王境澤就算餓死，死外邊，從這跳下去，不會吃你們一點東西！”的王境澤，但後續因飢餓用餐，並說了“真香”，前後差異巨大加上表情生動，后在網路上被大量媒体炒作后而爆紅并成为了一名网红。